# Sarah Douglas (actrice)
Pour les articles homonymes, voir Douglas et Sarah Douglas.
Sarah Douglas est une actrice britannique, née le 12 décembre 1952 à Stratford-upon-Avon (Royaume-Uni).

## Biographie
Fille d'une physiothérapeute et d'un militaire de la Royal Air Force, Sarah Douglas apprend le théâtre au « National Youth Theatre » et au « Rose Bruford College ». Elle fait ses premiers pas professionnels avec Roy Dotrice et Jon Pertwee.
Elle est connue pour son rôle de Ursa dans Superman et Superman 2.
Elle joue également le rôle de la reine Taramis dans Conan le Destructeur.

## Filmographie
- 1973 : Dracula et ses femmes vampires (téléfilm) : la femme de Dracula
- 1973 : Les Décimales du futur (The Final Programme) : Catherine
- 1973 : Secrets (téléfilm) : Beautiful Girl
- 1974 : The Inheritors (série télévisée) : Jennie Garrett
- 1976 : Cosmos 1999 (série télévisée) : Chrysalide B
- 1977 : Esther Waters (téléfilm) : Miss. Peggy
- 1977 : Le Continent oublié (The People That Time Forgot) : Lady Charlotte Cunningham
- 1978 : Superman de Richard Donner : Ursa
- 1979 : Thundercloud (série télévisée) : Bella Harrington
- 1980 : Superman 2 : Ursa
- 1983-85 : Falcon Crest : Pamela Lynch
- 1984 : V, la Bataille finale (feuilleton TV) : Pamela
- 1984 : Conan le Destructeur (Conan the Destroyer) : Queen Taramis
- 1986 : Les Guerriers du soleil (Solarbabies) : Shandray
- 1987 : Steele Justice : Kay
- 1987 : Eight Is Enough: A Family Reunion (téléfilm) : Leona Stark
- 1988 : La Mort des trois soleils (Nightfall): Roa
- 1989 : La Créature du lagon : Le Retour (The Return of Swamp Thing) : Dr Lana Zurrell
- 1991 : Ciné maniac (The Art of Dying) : Sara
- 1991 : Tagget (téléfilm) : Mrs. Sands
- 1991 : Dalí : Gala
- 1991 : Dar l'invincible 2 (Beastmaster 2: Through the Portal of Time) : Lyranna
- 1991 : Puppet Master III : La Revanche de Toulon (Puppet Master III: Toulon's Revenge) : Elsa Toulon
- 1992 : Meatballs 4 : Monica Shavetts
- 1993 : Quest of the Delta Knights : Madam Maaydeed
- 1993 : Le Retour des morts-vivants 3 (Return of the Living Dead III) : Lt. Col. Sinclair
- 1994 : Babylon 5 (série télévisée) : Jha'Dur
- 1994 : Spitfire : Carla Davis
- 1994 : Mirror, Mirror 2: Raven Dance : Nicolette
- 1995 : Monster Mash : Countess Natasha 'Nasty' Dracula
- 1995 : Voodoo (en) : Prof. Conner
- 1995 : Justice à Metro City (The Demolitionist) : Surgeon
- 1996 : The Stepford Husbands (téléfilm) : Dr Frances Borzage
- 1996 : To the Ends of Time (téléfilm) : Karnissa
- 1997 : Enquête en enfer (Asylum) : Dr Emily Hill
- 1998 : Hell Mountain : Daneeka
- 1999 : Changing Directions : Sarah
- 2000 : Stargate SG-1 (série) : Garshaw de Belot  de la Tok'ra plusieurs épisodes joués sur plusieurs saisons..
- 2001 : Heavy Gear: The Animated Series (série télévisée) : Col. Magnilda Rykka (unknown episodes)
- 2006 : Superman Returns (vidéo) : Ursa
- 2007 : Attack of the Gryphon (téléfilm)
- 2010 : Witchville (en) (téléfilm) : La Reine Rouge
- 2017 : Supergirl (série télévisée) : Jindah Kol Rozz (saison 3)
- 2017 : A Christmas Prince : Mme Avrill
- 2018 : A Christmas Prince - The Royal Wedding : Mme Avrill
- 2019 : A Cristmas Prince  The Royal Baby : Mme Avrill